# OR2T11
OR2T11 (англ. Olfactory receptor family 2 subfamily T member 11 (gene/pseudogene)) – білок, який кодується однойменним геном, розташованим у людей на короткому плечі 1-ї хромосоми.  Довжина поліпептидного ланцюга білка становить 316 амінокислот, а молекулярна маса — 34 797.
| 10         |  | 20         |  | 30         |  | 40         |  | 50         |
| ---------- |  | ---------- |  | ---------- |  | ---------- |  | ---------- |
| MTNTSSSDFT |  | LLGLLVNSEA |  | AGIVFTVILA |  | VFLGAVTANL |  | VMIFLIQVDS |
| RLHTPMYFLL |  | SQLSIMDTLF |  | ICTTVPKLLA |  | DMVSKEKIIS |  | FVACGIQIFL |
| YLTMIGSEFF |  | LLGLMAYDCY |  | VAVCNPLRYP |  | VLMNRKKCLL |  | LAAGAWFGGS |
| LDGFLLTPIT |  | MNVPYCGSRS |  | INHFFCEIPA |  | VLKLACADTS |  | LYETLMYICC |
| VLMLLIPISI |  | ISTSYSLILL |  | TIHRMPSAEG |  | RKKAFTTCSS |  | HLTVVSIFYG |
| AAFYTYVLPQ |  | SFHTPEQDKV |  | VSAFYTIVTP |  | MLNPLIYSLR |  | NKDVIGAFKK |
| VFACCSSAQK |  | VATSDA     |  |            |  |            |  |            |

A: Аланін

C: Цистеїн

D: Аспарагінова кислота

E: Глутамінова кислота

F: Фенілаланін

G: Гліцин

H: Гістидин

I: Ізолейцин

K: Лізин

L: Лейцин

M: Метіонін

N: Аспарагін

P: Пролін

Q: Глутамін

R: Аргінін

S: Серин

T: Треонін

V: Валін

W: Триптофан

Кодований геном білок за функціями належить до рецепторів, g-білокспряжених рецепторів, білків внутрішньоклітинного сигналінгу. 
Задіяний у такому біологічному процесі як поліморфізм. 
Локалізований у клітинній мембрані.